# 川越町立川越中学校
川越町立川越中学校（かわごえちょうりつ かわごえちゅうがっこう）は、三重県川越町に所存する公立中学校である。

## 沿革
旧校名・三重県三重郡川越町朝日町学校組合立明和中学校

## 著名な出身者
- 田中法彦 (プロ野球選手)
- 樋口靖洋(元サッカー選手)
- 越後和男(元サッカー選手)
- 小椋久美子(バドミントン選手)